# 版納南鰍
版納南鰍（學名：Schistura bannaensis）為輻鰭魚綱鯉形目條鰍科南鰍屬的其中一種。分布於亞洲中國雲南省南臘河流域，體長可達4.3公分，棲息在河川底層水域，生活習性不明。

## 扩展阅读
維基物種上的相關：版納南鰍